# Eucera monticola
Eucera monticola là một loài Hymenoptera trong họ Apidae. Loài này được Risch mô tả khoa học năm 2003.